# Capillaster multiradiatus
Espèce
Capillaster multiradiatus est une espèce de crinoïde tropical de la famille des Comatulidae.

## Description et caractéristiques
Le genre se caractérise par des segments brachiaux oblongs, beaucoup plus larges que longs. Ces segments brachiaux sont parfois d'une autre couleur que les pinnules (qui sont le plus souvent noires, mais pas toujours), et les brachiaux médians sont très épineux. Les bras (entre 10 et 30) sont relativement souples, et peuvent s'enrouler pour refermer l'animal presque comme un poing. Les pinnules orales portent des dents confluentes formant des peignes. Cette espèce est pourvue d'une dizaine de longs cirrhes bien visibles pour s'accrocher à son support, ou se déplacer si nécessaire ; ils sont souvent couverts d'épibiontes, leur donnant une teinte grise.

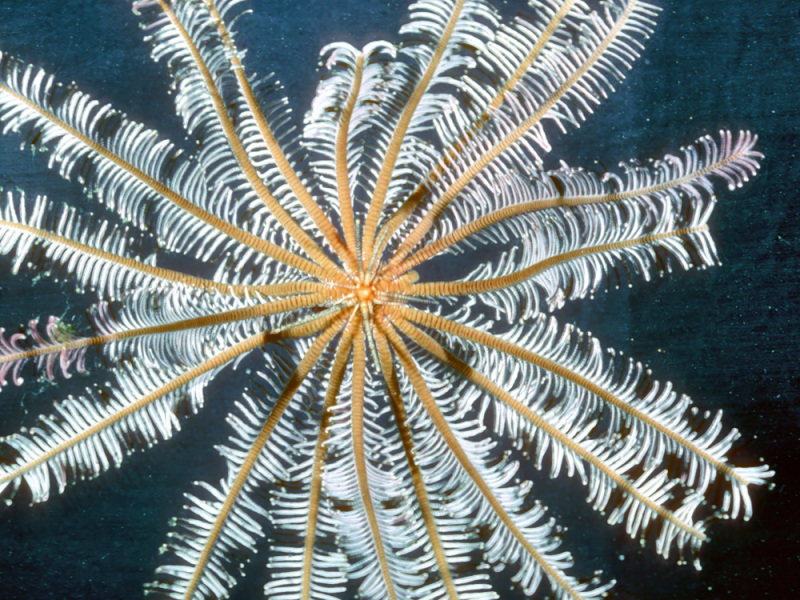
Face aborale
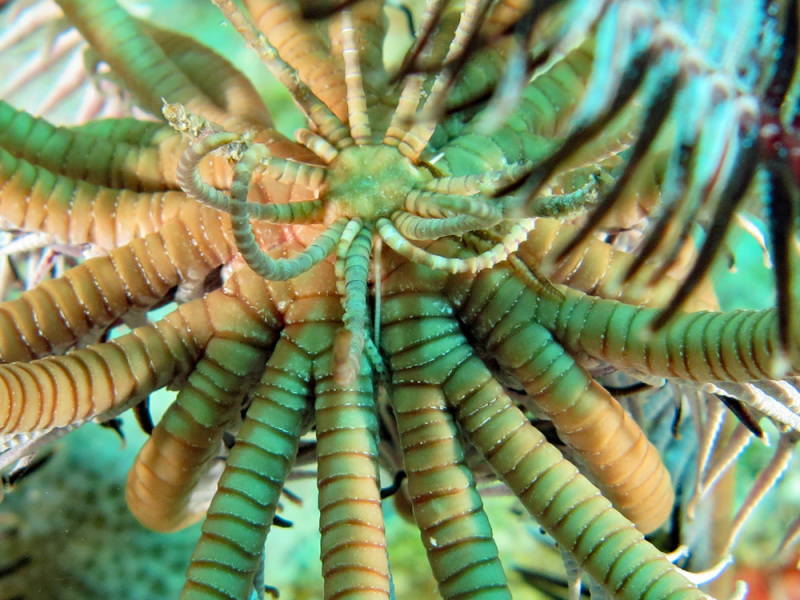
Gros-plan sur le centrodorsal
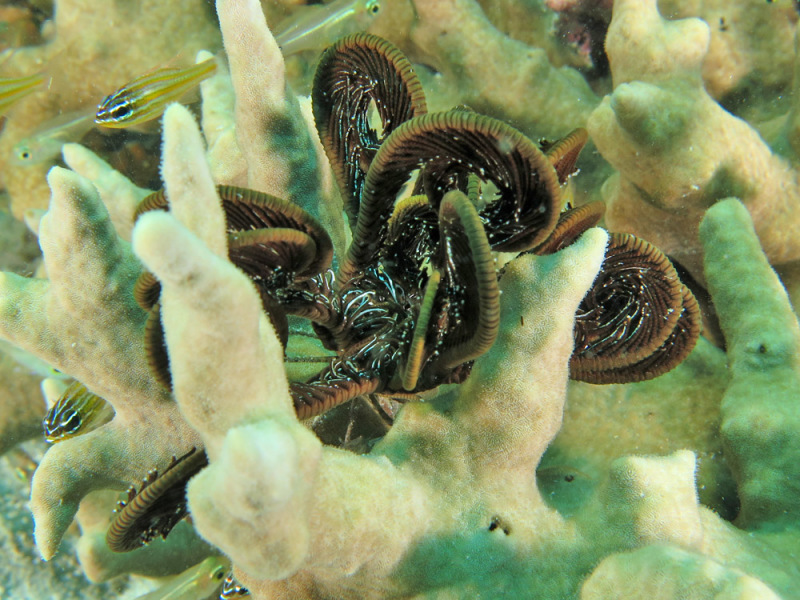
De profil
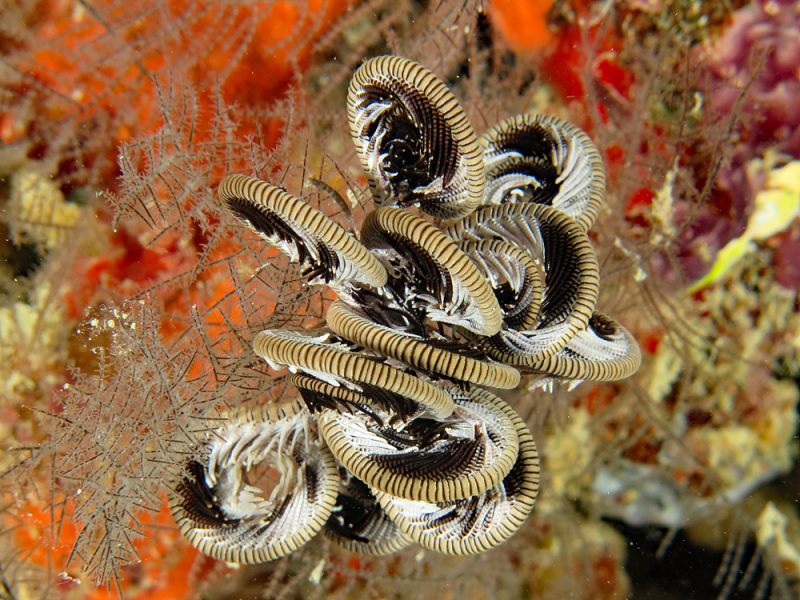
Partiellement refermée

Dans l'océan Pacifique se trouve la très ressemblante Clarkcomanthus luteofuscum, qui a cependant les pointes de pinnules jaunes et une première syzygie à 3+4 au lieu de 2+3.  

## Habitat et répartition
Cette espèce vit relativement exposée, au sommet des coraux à faible profondeur, et peut être relativement commune. Plutôt nocturne, on peut parfois aussi l'observer en plein jour. 
On la trouve dans les écosystèmes coralliens de l'Indo-Pacifique tropical, Depuis la Mer Rouge et l'océan indien notamment aux Maldives et jusqu'en Australie, Nouvelle-Calédonie et Philippines, entre la surface et 300 m de profondeur.